# The Future Past Tour
The Future Past Tour bylo koncertní turné anglické heavymetalové skupiny Iron Maiden, které se konalo od 28. května 2023 do 7. prosince 2024 po halových stadionech a festivalech. Turné bylo oznámeno 6. října 2022. Na tomto turné poprvé zazněla živě píseň "Alexander the Great" z alba Somewhere in Time. Jedná se o čtvrté koncertní turné kapely zaměřené na určitou část jejich historie. Bylo to poslední turné s bubeníkem Nicko McBrainem před jeho odchodem z vystupování.
Iron Maiden odehrála dva vyprodané koncerty v pražské O2 areně a stala se, tak první zahraniční metalovou skupinou, které se to povedlo.
Bruce Dickinson na vystoupení v Newarku použil během písně "Caught Somewhere in Time" ikonickou koženou bundu s LED pásky a srdcem z turné Somewhere on Tour.

## Setlist
1. "Intro Blade Runner"
2. "Caught Somewhere in Time" (Somewhere in Time)
3. "Stranger in a Stranger Land" (Somewhere in Time)
4. "The Writing on the Wall" (Senjutsu)
5. "Days of Future Past" (Senjutsu)
6. "The Time Machine" (Senjutsu)
7. "The Prisoner" (The Number of the Beast)
8. "Death of the Celts" (Senjutsu)
9. "Can I Play with Madness" (Seventh Son of a Seventh Son)
10. "Heaven Can Wait" (Somewhere in Time)
11. "Alexander the Great" (Somewhere in Time)
12. "Fear of the Dark" (Fear of the Dark)
13. "Iron Maiden" (Iron Maiden)

#### Přídavek:
1. "Hell on Earth" (Senjutsu)
2. "The Trooper" (Piece of Mind)
3. "Wasted Years" (Somewhere in Time)

## Seznam koncertů
| Datum                     | Město            | Stát             | Místo                         | Předkapela        |
| Evropa (1. část)          | Evropa (1. část) | Evropa (1. část) | Evropa (1. část)              | Evropa (1. část)  |
| ------------------------- | ---------------- | ---------------- | ----------------------------- | ----------------- |
| 28. května 2023           | Lublaň           | Slovinsko        | Arena Stožice                 | The Raven Age     |
| 30. května 2023           | Praha            | Česko            | O2 arena                      | The Raven Age     |
| 31. května 2023           | Praha            | Česko            | O2 arena                      | The Raven Age     |
| 3. června 2023            | Tampere          | Finsko           | Nokia Arena                   | Lord of the Lost  |
| 4. června 2023            | Tampere          | Finsko           | Nokia Arena                   | The Raven Age     |
| 7. června 2023            | Bergen           | Norsko           | Koengen                       | The Raven Age     |
| 9. června 2023            | Norje            | Švédsko          | Sweden Rock Festival          | Blue Öyster Cult  |
| 11. června 2023           | Lipsko           | Německo          | Quarterback Immobilien Arena  | The Raven Age     |
| 13. června 2023           | Krakov           | Polsko           | Tauron Arena                  | The Raven Age     |
| 14. června 2023           | Krakov           | Polsko           | Tauron Arena                  | The Raven Age     |
| 17. června 2023           | Clisson          | Francie          | Hellfest                      | Porcupine Tree    |
| 19. června 2023           | Curych           | Švýcarsko        | Hallenstadion                 | The Raven Age     |
| 21. června 2023           | Hannover         | Německo          | ZAG-Arena                     | The Raven Age     |
| 24. června 2023           | Dublin           | Irsko            | 3Arena                        | Lord of the Lost  |
| 26. června 2023           | Glasgow          | Skotsko          | OVO Hydro                     | Lord of the Lost  |
| 28. června 2023           | Leeds            | Anglie           | First Direct Arena            | Lord of the Lost  |
| 30. června 2023           | Manchester       | Anglie           | AO Arena                      | Lord of the Lost  |
| 3. července 2023          | Nottingham       | Anglie           | Motorpoint Arena              | Lord of the Lost  |
| 4. července 2023          | Birmingham       | Anglie           | Utilita Arena                 | Lord of the Lost  |
| 7. července 2023          | Londýn           | Anglie           | The O2 arena                  | Lord of the Lost  |
| 8. července 2023          | Londýn           | Anglie           | The O2 arena                  | The Raven Age     |
| 11. července 2023         | Amsterdam        | Nizozemsko       | Ziggo Dome                    | The Raven Age     |
| 13. července 2023         | Antverpy         | Belgie           | Sportpaleis                   | The Raven Age     |
| 15. července 2023         | Milán            | Itálie           | Ippodromo Snai San Siro       | Lord of the Lost  |
| 18. července 2023         | Barcelona        | Španělsko        | Palau Sant Jordi              | The Raven Age     |
| 20. července 2023         | Murcia           | Španělsko        | Estadio Enrique Roca          | The Raven Age     |
| 22. července 2023         | Bilbao           | Španělsko        | Bizkaia Arena                 | The Raven Age     |
| 25. července 2023         | Dortmund         | Německo          | Westfalenhalle                | The Raven Age     |
| 26. července 2023         | Dortmund         | Německo          | Westfalenhalle                | Lord of the Lost  |
| 29. července 2023         | Frankfurt        | Německo          | Festhalle                     | The Raven Age     |
| 31. července 2023         | Mnichov          | Německo          | Olympiahalle                  | The Raven Age     |
| 1. srpna 2023             | Mnichov          | Německo          | Olympiahalle                  | Lord of the Lost  |
| 4. srpna 2023             | Wacken           | Německo          | Wacken Open Air               | Megadeth          |
| Severní Amerika (2. část) |                  |                  |                               |                   |
| 28. září 2023             | Calgary          | Kanada           | Scotiabank Saddledome         | Atreyu            |
| 30. září 2023             | Edmonton         | Kanada           | Rogers Place                  | Atreyu            |
| 2. října 2023             | Vancouver        | Kanada           | Rogers Arena                  | Atreyu            |
| 6. října 2023             | Indio            | USA              | Power Trip Festival           | –                 |
| Oceánie (3. část)         |                  |                  |                               |                   |
| 1. září 2024              | Perth            | Austrálie        | RAC Arena                     | Killswitch Engage |
| 4. září 2024              | Adelaide         | Austrálie        | Adelaide Entertainment Centre | Killswitch Engage |
| 6. září 2024              | Melbourne        | Austrálie        | Rod Laver Arena               | Killswitch Engage |
| 7. září 2024              | Melbourne        | Austrálie        | Rod Laver Arena               | Killswitch Engage |
| 10. září 2024             | Brisbane         | Austrálie        | Brisbane Entertainment Centre | Killswitch Engage |
| 12. září 2024             | Sydney           | Austrálie        | Qudos Bank Arena              | Killswitch Engage |
| 13. září 2024             | Sydney           | Austrálie        | Qudos Bank Arena              | Killswitch Engage |
| 16. září 2024             | Auckland         | Nový Zéland      | Spark Arena                   | Killswitch Engage |
| Asie (4. část)            |                  |                  |                               |                   |
| 22. září 2024             | Aichi            | Japonsko         | Sky Hall Toyota               | –                 |
| 24. září 2024             | Ósaka            | Japonsko         | Osaka - Jo Hall               | –                 |
| 26. září 2024             | Tokio            | Japonsko         | Tokyo Garden Theater          | –                 |
| 28. září 2024             | Kanagawa         | Japonsko         | Pia Arena MM                  | –                 |
| Severní Amerika (5. část) |                  |                  |                               |                   |
| 4. října 2024             | San Diego        | USA              | Credit Union Amphitheatre     | The Hu            |
| 5. října 2024             | Las Vegas        | USA              | Michelob Ultra Arena          | The Hu            |
| 8. října 2024             | Los Angeles      | USA              | Kia Forum                     | The Hu            |
| 9. října 2024             | Phoenix          | USA              | Footprint Center              | The Hu            |
| 12. října 2024            | Sacramento       | USA              | Aftershock Festival           | The Hu            |
| 14. října 2024            | Portland         | USA              | MODA Center                   | The Hu            |
| 16. října 2024            | Tacoma           | USA              | Tacoma Dome                   | The Hu            |
| 18. října 2024            | Salt Lake City   | USA              | Delta Center                  | The Hu            |
| 19. října 2024            | Denver           | USA              | Ball Arena                    | The Hu            |
| 22. října 2024            | Saint Paul       | USA              | Xcel Energy Center            | The Hu            |
| 24. října 2024            | Rosemont         | USA              | Allstate Arena                | The Hu            |
| 26. října 2024            | Toronto          | Kanada           | Scotiabank Arena              | The Hu            |
| 27. října 2024            | Québec           | Kanada           | Videotron Centre              | The Hu            |
| 30. října 2024            | Montréal         | Kanada           | Centre Bell                   | The Hu            |
| 1. listopadu 2024         | Filadelfie       | USA              | Wells Fargo Center            | The Hu            |
| 2. listopadu 2024         | New York         | USA              | Barclays Center               | The Hu            |
| 6. listopadu 2024         | Worcester        | USA              | DCU Center                    | The Hu            |
| 8. listopadu 2024         | Pittsburgh       | USA              | PPG Paints Arena              | The Hu            |
| 9. listopadu 2024         | Newark           | USA              | Prudential Center             | The Hu            |
| 12. listopadu 2024        | Baltimore        | USA              | CFG Bank Arena                | The Hu            |
| 13. listopadu 2024        | Charlotte        | USA              | Spectrum Center               | The Hu            |
| 16. listopadu 2024        | Fort Worth       | USA              | Dickies Arena                 | The Hu            |
| 17. listopadu 2024        | San Antonio      | USA              | Frost Bank Center             | The Hu            |
| Jižní Amerika (6. část)   |                  |                  |                               |                   |
| 20. listopadu 2024        | Ciudad de México | Mexiko           | Foro Sol                      | Disturbed         |
| 24. listopadu 2024        | Bogota           | Kolumbie         | El Campin Stadium             | Krönös            |
| 27. listopadu 2024        | Santiago         | Chile            | Estadio Nacional              | Dogma             |
| 28. listopadu 2024        | Santiago         | Chile            | Estadio Nacional              | Dogma             |
| 1. prosince 2024          | Buenos Aires     | Argentina        | Estadion Huracán              | Malón             |
| 2. prosince 2024          | Buenos Aires     | Argentina        | Estadion Huracán              | Malón             |
| 6. prosince 2024          | São Paulo        | Brazílie         | Allianz Parque                | Volbeat           |
| 7. prosince 2024          | São Paulo        | Brazílie         | Allianz Parque                | Volbeat           |